# 波夫拉西翁德亚罗约
波夫拉西翁德亚罗约，是西班牙卡斯蒂利亚-莱昂帕伦西亚省的一个市镇。 总面积23平方公里，总人口73人（2012年），人口密度3.2人/平方公里。